# ホンダ・X11
X11（エックスイレブン）は、本田技研工業がかつて製造販売したオートバイである。

## 概要
型式名SC42。1997年に発売されたSC35型CBR1100XXスーパーブラックバードをベースとして『開放感とハイパフォーマンスを兼ね備えるスポーツ性』をコンセプトに『ネイキッドモデルの最高峰』を目指して開発された大型自動二輪車である。
なおX11の車名は日本国内向け仕様のみで使用し、機種コードならびに海外向け輸出仕様の車名はCB1100SFとされたためにCBシリーズに属するモデルである。

## 車両解説
基本コンポーネンツはSC35型CBR1100XXスーパーブラックバードと共用する姉妹車であり、フレームはアルミ合金製センターピボット構造モノボーンを採用する。
搭載される排気量1,137 ccのSC42E型水冷4ストロークDOHC4バルブ4気筒エンジンは、SC35型CBR1100XXスーパーブラックバード用から低中回転域トルクアップとレスポンス向上を目的にバルブタイミング変更などのチューニングを行ったほか、マニュアルトランスミッションを6速→5速へ、ネイキッドらしい心地よい鼓動を演出すべくバランサーをデュアルからシングルへ変更した。
- スペックは、販売当時存在した日本国内の自主規制[注 2]ならびに測定・表示方法の違いから日本国内向け仕様と海外向け輸出仕様とでは異なる（詳細はテンプレート参照）。

また燃料供給はPGM-FI電子式燃料噴射装置を、マフラーはオールステンレス製4-2-1-2を搭載する。
サスペンションは前後輪ともホンダ・マルチアクション・システム（H.M.A.S.）を付帯させており、前輪をテレスコピック、後輪をアルミ製スイングアームとするが、リヤショックはリンク機構を介さないモノタイプである。
ブレーキはSC35型CBR1100XXスーパーブラックバードと同様に前輪が310 mmローター+3ポットキャリパーのダブル、後輪が256 mmローター+3ポットキャリパーシングルディスクブレーキとし、前後連動のDual CBS（デュアル・コンバインド・ブレーキ・システム）とした。
車体はCBR1100XXスーパーブラックバードから単純にカウルを除去したものではなく、22 Lの燃料タンクを含めたスタイリングは闘牛をイメージした。最も特徴的といえる大型ラジエーターシュラウドは、内部のルーバー形状・角度によりスポイラー効果ならびに中高速走行時やコーナリング時のタイヤ接地感をより安定したものにするダウンフォースパフォーマンスを生み出すとともに、アルミ製の5段コアオイルクーラーとラジエーターを組み合わせて設置する。

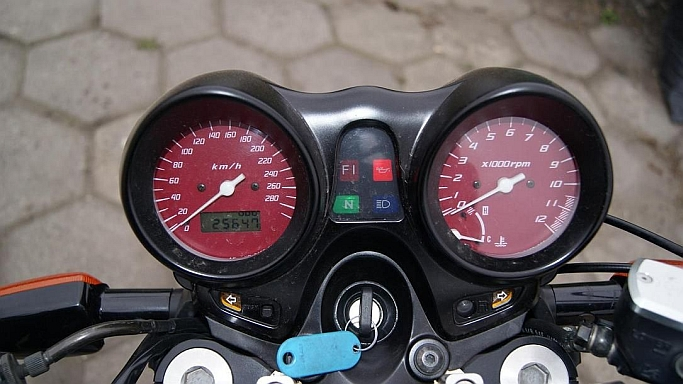
メーターパネル

メーター類は、速度計と回転計をメインとした2眼式とし、昼間はレッドベースにホワイト文字、夜間はオレンジ文字に変化。また速度計内にはオドメーター/トリップメーター切り換え表示式液晶パネルを、回転計内には水温計を配置するほか、ウインドプロテクション効果を発揮するケース一体型のメーターカウルを装着する。

### 遍歴
海外では1999年にイタリア・ミラノ国際モーターショーで発表されたのち、ヨーロッパ市場で同年9月に発売。日本国内では同年10月25日 - 11月3日に開催された第33回東京モーターショーに市販予定車として出品され、翌11月4日に同月5日から1,000台限定で発売されることが発表された。
- ただし日本国内向け仕様は、平成12年自動車排出ガス規制に適合させたため型式名BC-SC42となるほか、エアインジェクションシステム（二次空気導入装置）を装備[7]。また車体色はミュートブラックメタリックのみが設定された[1]。

海外向け輸出仕様は、2002年に発表された2003年モデルを最後に製造販売を終了した。